# Tonino Guerra
Tonino Guerra (ur. 16 marca 1920 w Santarcangelo di Romagna; zm. 21 marca 2012 tamże) – włoski scenarzysta filmowy, pisarz i poeta. W czasie swojej długoletniej kariery współpracował z wybitnymi twórcami kina włoskiego i europejskiego, m.in. z Giuseppe De Santisem, Vittorio De Siką, Michelangelo Antonionim, Federico Fellinim, Francesco Rosim, braćmi Taviani, Andriejem Tarkowskim i Theo Angelopoulosem.
Czterokrotny laureat nagrody David di Donatello - odebrał trzy statuetki za najlepszy scenariusz oraz jedną honorową za całokształt twórczości. Zdobywca nagrody za najlepszy scenariusz na 37. MFF w Cannes za film Podróż na Cyterę (1984). Był trzykrotnie nominowany do Oscara za najlepszy scenariusz oryginalny.